# Emanoil Bucuța
Emanoil Bucuța (Emanoil Popescu; n. 27 iunie 1887, Bolintin-Deal, Giurgiu, România – d. 7 octombrie 1946, București, România) a fost un scriitor și bibliograf român, membru corespondent al Academiei Române (1941).

## Biografie
A fost fiul lui Ioniță Popescu și al Rebecăi-Elena (Reveica) din satul Dăișoara (comitatul Brașov, Austro-Ungaria). Numele de familie al mamei sale, înainte de căsătorie, Bucuța, a fost adoptat de scriitor ca semnătură literară și, din 1927, ca nume oficial.

### Studii
A urmat școala primară la București (1894-1898) și Liceul „Sfântu Sava” (1898-1907). A absolvit Facultătea de Litere și Filosofie (1911), specializarea limba și literatura germană, la Universitatea din București. A urmat timp de un an (1912-1913) cursuri doctorale la Universitatea din Berlin, renunțând din cauza lipsei de fonduri.

### Activitate
A fost preocupat de cercetări de etnografie și folclor, de istorie literară, și a scris poezie și romane poetice. După întoarcerea de la Berlin, a devenit redactor-șef la Monitorul Asigurărilor Sociale, șef de birou la Casa Centrală a Meseriilor, șef de studii și publicații la Casa Centrală a Asigurărilor Muncitorești, redactor al Arhivei pentru știință și reformă socială (D. Gusti), în cadrul Institutului Social Român, director în Ministerul Muncii, director al publicațiilor la Fundația Culturală „Principele Carol”, director la departamentul Educației Poporului din Ministerul Muncii, Sănătății și Ocrotirilor Sociale, director la Casa Școalelor, secretar în Ministerul Cultelor și Artelor, profesor la Școala superioară de Asistență Socială și Publicitate, la Universitatea muncitorească etc. Emanoil Bucuța este fondatorul și directorul revistei de epocă Boabe de grâu între anii 1930-1935, asigurând fotografiei etnologice prestigiul de document sociologic de certă valoare informativă. Romanul Fuga lui Șefki (1927) este considerat de George Călinescu „cea mai însemnată dintre narațiuni... un tablou încărcat de colori și amănunte etnografice asupra turcimii din partea occidentală a țării”.
Din anul 1928 a fost membru al Societății Scriitorilor Români. A semnat și Emanoil Popescu, Ion Ordeanu, Ion Ordean, ori cu inițiale.
Literatura epistolară a lui Bucuța este foarte bogată și conține informații care contribuie la clarificarea unor probleme de istorie culturală, istorie literară și istorie locală. A corespondat cu Nicolae Iorga, Sextil Pușcariu, Ioan Bianu, Mihail Sadoveanu, Arthur Gorovei, Gheorghe T. Kirileanu, George Vâlsan, Ion Petrovici, Constantin Rădulescu-Motru, Nicolae Bagdasar, Lucia Borș, Virgil Cioflec, Nicolae Cartojan și alții.

## Scrieri
- Florile inimei: miniaturi, oglinzi, cântece de leagăn, Editura „Cartea Românească”, 1920 [singura carte de versuri]
- Românii dintre Vidin și Timoc, Editura „Cartea Românească”, 1923
- Legătura roșie (1925)
- Fuga lui Șefki, Editura „Cartea Românească”, 1927
- Crescătorul de șoimi (1928)
- Maica Domnului de la mare (1930)
- Balcic, Craiova (1931)
- Biblioteca satului, Fundația culturală regală „Principele Carol”, 1936
- Capra neagră, Editura Casei Școalelor și a Culturii Poporului, București 1938, reeditare la Editura Dacia, Cluj-Napoca, 1977
- Pietre de vad, Editura Casei Școalelor și a Culturii Poporului, București, vol I. (1937) , vol. II (1941) , vol. III. (1943) , vol. IV (1944)
- Crescătorul de șoimi, Fundația Culturală Principele Carol, București, [1942]
- Maica Domnului de la mare, Cartea Românească, [1930]
- Maica Domnului de la mare. Balcic, Editura pentru Sport, Giurgiu, 2014

### Traduceri
- Okakura Kakuzō, Cartea ceaiului (1926)
- Goethe, Versuri în românește (1932)
- Basme rusești [cu desene de Lena Constante], (1946)